# Dolgoïe (lac, raïon de Plessetsk)
Le Dolgoïe (en russe : До́лгое) est un lac situé dans le raïon de Plessetsk dans l'oblast d'Arkhangelsk en Russie septentrionale. Le lac fait partie du parc national de Kenozero.

## Géographie
Le lac se situe dans le raïon de Plessetsk dans l'oblast d'Arkhangelsk dans le Nord russe. Il fait partie du bassin du fleuve Onega, fleuve qui se jette dans la mer Blanche. Le lac est inclus dans le parc national de Kenozero. Sa superficie est de 13,2 km2, et il fait partie du système lacustre du Kenozero, avec lequel il est relié à l'est. Au nord, il se connecte au lac Svinoïe en amont.